# Суперкубок УЄФА 2020
Суперкубок УЄФА 2020 (англ. 2020 UEFA Super Cup) — футбольний матч, що відбувся 24 вересня 2020 року і став 45-м розіграшем Суперкубка УЄФА, в якому зустрілись переможець Ліги чемпіонів і Ліги Європи в сезоні 2019/20 «Баварія» (Мюнхен) і «Севілья» відповідно. Матч пройшов на стадіоні «Пушкаш Арена» в Будапешті, Угорщина. Перемогу з рахунком 2:1 у додатковий час здобула німецька команда.

## Вибір місця проведення
Відкрита заявочна кампанія європейських футбольних асоціацій, які претендують на проведення матчу, була офіційно запущена УЄФА 8 грудня 2017 року. Згідно з порядком заявочного процесу, до 12 січня 2018 року футбольні асоціації мали офіційно підтвердити свою зацікавленість у проведенні Суперкубка УЄФА 2020, і до 29 березня 2018 року надіслати в УЄФА заявочні досьє. Відповідно до заявочних вимог УЄФА, асоціаціям, у чиїх країнах проводитимуться матчі чемпіонату Європи з футболу 2020 року, не дозволялося подавати заявку на проведення Суперкубка УЄФА 2020.
15 січня 2018 року УЄФА оголосила список претендентів на проведення Суперкубка УЄФА 2020.
| Країна            | Стадіон           | Місто     | Місткість | Примітки                                                                     |
| ----------------- | ----------------- | --------- | --------- | ---------------------------------------------------------------------------- |
| Албанія           | «Арена-Комбетаре» | Тирана    | 22 500    |                                                                              |
| Білорусь          | «Динамо»          | Мінськ    | 22 000    |                                                                              |
| Фінляндія         | «Олімпійський»    | Гельсінкі | 36 000    |                                                                              |
| Франція           | «Альянц Рив'єра»  | Ніцца     | 35 624    |                                                                              |
| Ізраїль           | «Саммі Офер»      | Хайфа     | 30 870    |                                                                              |
| Казахстан         | «Центральний»     | Алмати    | 23 804    |                                                                              |
| Молдова           | «Зімбру»          | Кишинів   | 10 400    | Заявка була відкликана 29 березня 2018 року                                  |
| Північна Ірландія | «Віндзор Парк»    | Белфаст   | 18 434    |                                                                              |
| Португалія        | «Драгау»          | Порту     | 50 033    | Подавалась також додаткова заявка на проведення фіналу Ліги Європи УЄФА 2020 |

На засіданні виконавчого комітету УЄФА 24 травня 2018 року було прийнято рішення про вибір португальського «Драгау» місцем проведення Суперкубка УЄФА 2020, який мав відбутись 12 серпня 2020 року.
Проте, після того, як пандемія COVID-19 в Європі викликала відстрочку єврокубків попереднього сезону, виконавчий комітет УЄФА вирішив перенести фінал Ліги чемпіонів в Португалію, а також 17 червня 2020 року ухвалив рішення про перенесення матчу на «Пушкаш Арену» в Будапешт.

## Матч
| 24 вересня 2020 21:00 CEST |

| Баварія                   | 2–1      | Севілья            |
| ------------------------- | -------- | ------------------ |
| Горецка 34' Мартінес 104' | Протокол | Окампос 13' (пен.) |

| Пушкаш Арена, Будапешт, Угорщина Глядачів: 15,180 Арбітр: Ентоні Тейлор (Англія) |

| Баварія | Севілья |

| GK               | 1  | Мануель Ноєр         |       |      |
| RB               | 5  | Бенжамен Павар       |       |      |
| CB               | 21 | Лукас Ернандес       | 90+1' | 99'  |
| CB               | 4  | Ніклас Зюле          |       |      |
| LB               | 27 | Давід Алаба          | 12'   | 112' |
| CM               | 18 | Леон Горецка         |       | 99'  |
| CM               | 6  | Йозуа Кімміх         |       |      |
| RW               | 10 | Лерой Сане           |       | 70'  |
| AM               | 25 | Томас Мюллер         |       |      |
| LW               | 7  | Серж Гнабрі          |       |      |
| CF               | 9  | Роберт Левандовський |       |      |
| Заміни:          |    |                      |       |      |
| GK               | 26 | Свен Ульрайх         |       |      |
| GK               | 35 | Александер Нюбель    |       |      |
| DF               | 17 | Жером Боатенг        |       | 112' |
| DF               | 41 | Кріс Річардс         |       |      |
| MF               | 8  | Хаві Мартінес        |       | 99'  |
| MF               | 11 | Мікаель Кюїзанс      |       |      |
| MF               | 19 | Альфонсо Дейвіс      |       | 99'  |
| MF               | 24 | Корентен Толіссо     |       | 70'  |
| MF               | 30 | Адріан Файн          |       |      |
| MF               | 40 | Малік Тілльман       |       |      |
| MF               | 42 | Джамал Мусіала       |       |      |
| FW               | 14 | Джошуа Зіркзе        |       |      |
| Головний тренер: |    |                      |       |      |
| Ганс-Дітер Флік  |    |                      |       |      |

| GK               | 13 | Яссін Буну       |       |     |
| RB               | 16 | Хесус Навас      |       |     |
| CB               | 20 | Дієго Карлос     |       |     |
| CB               | 12 | Жуль Кунде       | 55'   |     |
| LB               | 18 | Серхіо Ескудеро  | 119'  |     |
| CM               | 8  | Жоан Жордан      | 45+1' | 94' |
| CM               | 25 | Фернандо         | 70'   |     |
| CM               | 10 | Іван Ракитич     |       | 56' |
| RF               | 7  | Сусо             |       | 73' |
| CF               | 9  | Люк де Йонг      |       | 56' |
| LF               | 5  | Лукас Окампос    |       |     |
| Заміни:          |    |                  |       |     |
| GK               | 1  | Томаш Вацлік     |       |     |
| GK               | 31 | Хаві Діас        |       |     |
| DF               | 3  | Серхі Гомес      |       |     |
| MF               | 6  | Неманья Гудель   |       | 73' |
| MF               | 14 | Оскар            |       |     |
| MF               | 19 | Маркос Акунья    |       |     |
| MF               | 21 | Олівер Торрес    |       | 56' |
| MF               | 22 | Франко Васкес    |       | 94' |
| FW               | 11 | Мунір            |       |     |
| FW               | 15 | Юссеф Ен-Несірі  |       | 56' |
| FW               | 24 | Карлос Фернандес |       |     |
| FW               | 29 | Браян Хіль       |       |     |
| Головний тренер: |    |                  |       |     |
| Хулен Лопетегі   |    |                  |       |     |

| Гравець матчу: Томас Мюллер («Баварія») Помічники арбітра: Гаррі Бесвік (Англія) Адам Нанн (Англія) Четвертий арбітр: Орел Грінфельд (Ізраїль) Відеоасистент арбітра: Стюарт Аттвелл (Англія) Помічник відеоасистента арбітра: Пол Тірні (Англія) | Регламент матчу: - 90 хвилин основного часу. - 30 хвилин овертайм у разі необхідності. - Післяматчеві пенальті у разі необхідності. - 12 запасних з кожної сторони. - Максимальна кількість замін — по три з кожної сторони, а також по одній додатковій у випадку проведення овертаймів. |

1. ↑  Спортивний директор «Баварії» Хасан Саліхаміджич отримав жовту картку на 64 хвилині[10]
2. ↑  Помічник головного тренера «Севільї» Пабло Санс отримав жовту картку на 90+2 хвилині[10]

### Статистика
| Статистика       | «Баварія» | «Севілья» |
| ---------------- | --------- | --------- |
| Голи             | 1         | 1         |
| Удари            | 7         | 1         |
| Удари в площину  | 2         | 1         |
| Сейви            | 0         | 1         |
| Володіння м'ячем | 62 %      | 38 %      |
| Кутові           | 2         | 0         |
| Порушення        | 5         | 7         |
| Офсайди          | 1         | 1         |
| Жовті картки     | 1         | 1         |
| Червоні картки   | 0         | 0         |

| Статистика       | «Баварія» | «Севілья» |
| ---------------- | --------- | --------- |
| Голи             | 0         | 0         |
| Удари            | 8         | 3         |
| Удари в площину  | 2         | 3         |
| Сейви            | 3         | 2         |
| Володіння м'ячем | 60 %      | 40 %      |
| Кутові           | 5         | 5         |
| Порушення        | 7         | 6         |
| Офсайди          | 1         | 2         |
| Жовті картки     | 1         | 2         |
| Червоні картки   | 0         | 0         |

| Статистика       | «Баварія» | «Севілья» |
| ---------------- | --------- | --------- |
| Голи             | 1         | 0         |
| Удари            | 10        | 2         |
| Удари в площину  | 3         | 1         |
| Сейви            | 1         | 2         |
| Володіння м'ячем | 59 %      | 41 %      |
| Кутові           | 3         | 1         |
| Порушення        | 3         | 4         |
| Офсайди          | 1         | 0         |
| Жовті картки     | 0         | 1         |
| Червоні картки   | 0         | 0         |

| Статистика       | «Баварія» | «Севілья» |
| ---------------- | --------- | --------- |
| Голи             | 2         | 1         |
| Удари            | 25        | 6         |
| Удари в площину  | 7         | 5         |
| Сейви            | 4         | 5         |
| Володіння м'ячем | 60 %      | 40 %      |
| Кутові           | 10        | 6         |
| Порушення        | 15        | 17        |
| Офсайди          | 3         | 3         |
| Жовті картки     | 2         | 4         |
| Червоні картки   | 0         | 0         |